# Paint Shop Pro Photo
Corel Paint Shop Pro Photo är ett bildbehandlingsprogram som utvecklas Corel Corporation och har stöd för både bitmaps- och vektorgrafik. 2004 köpte Corel JASC Software som skapade programmet. Första versionen gavs ut 1992 och på 1990-talet var Paint Shop Pro ett av de mest populära sharware-programmen på marknaden. Idag är det inte längre shareware.